# Distretto di Pishin
Il distretto di Pishin è un distretto del Belucistan, in Pakistan, che ha come capoluogo Pishin. Nel 1998 possedeva una popolazione di 367.183 abitanti.